# آوالون (کالیفرنیا)
آوالون (به انگلیسی: Avalon) شهری در لس‌آنجلس ایالت کالیفرنیا است که در سرشماری سال ۲۰۱۰ میلادی، ۳۷۲۸ نفر جمعیت داشته است.